# 海特峰
海特峰（英語：Hayter Peak），是南極洲的山峰，位於澳大利亞海外領地赫德島西北端，處於奧爾森山以西0.4公里，海拔高度565米，在1948年由澳大利亞探險隊測量。